# A pie' de' colli ove la bella vesta
A pie' de' colli ove la bella vesta è la l'ottava lirica in forma di sonetto del canzoniere di Francesco Petrarca. Gli animali sono protagonisti del componimento; essi raccontano il periodo di pace e di serenità che vivevano alla base di un colle dove è nata Laura. In seguito vengono messi in cattività e per questo decidono di vendicarsi di Petrarca, artefice della loro prigionia. Nonostante la collera animalesca, questi riconoscono il ben più profondo sconforto del poeta, causato dal proprio dissidio interiore. Con il primo verso Petrarca cita i l primo canto dell'Inferno di Dante; per questo motivo si riconoscono negli animali di questo componimento le tre fiere Dantesche.

## Testo
prese de le terrene membra pria

la donna che colui ch'a te ne 'nvia

spesso dal somno lagrimando desta,

libere in pace passavam per questa

vita mortal, ch'ogni animal desia,

senza sospetto di trovar fra via

cosa ch'al nostr'andar fosse molesta.

Ma del misero stato ove noi semo

condotte da la vita altra serena

un sol conforto, et de la morte, avemo:

che vendetta è di lui ch'a ciò ne mena,

lo qual in forza altrui presso a l'extremo

riman legato con maggior catena.»